# Nazir Naji
Nazir Naji (em urdu:  نذیر ناجی  </link>; 1942/1943 - 21 de fevereiro de 2024) foi um jornalista paquistanês e colunista urdu. Ele trabalhou durante 27 anos no Daily Jang como colunista sênior em urdu.

## Vida e carreira
Nazir Naji nasceu em 1942 ou 1943. Ele foi presidente da Academia de Letras do Paquistão. Em 2012, Naji deixou o Jang Group e ingressou no Daily Dunya como editor. Ele foi homenageado por Hilal-i-Imtiaz por sua obra no jornalismo.
Naji morreu em Lahore em 21 de fevereiro de 2024, aos 81 anos de idade.

## Prêmios e reconhecimento
- Hilal-i-Imtiaz (Crescente de Excelência) em 2012 pelo Presidente do Paquistão.[6]